# Мун-Проанку
Мун-Проанку́ (фр. Mounes-Prohencoux, окс. Monés Proencós) — коммуна во Франции, находится в регионе Окситания. Департамент — Аверон. Входит в состав кантона Бельмон-сюр-Ранс. Округ коммуны — Мийо.
Код INSEE коммуны — 12192.
Коммуна расположена приблизительно в 570 км к югу от Парижа, в 115 км восточнее Тулузы, в 70 км к югу от Родеза.

## Население
Население коммуны на 2008 год составляло 192 человека.
| 1962 | 1968 | 1975 | 1982 | 1990 | 1999 | 2008 |
| ---- | ---- | ---- | ---- | ---- | ---- | ---- |
| 420  | 344  | 266  | 243  | 233  | 190  | 192  |

## Администрация
| Период | Период | Фамилия       | Партия | Примечание |
| ------ | ------ | ------------- | ------ | ---------- |
| 2001   | 2008   | Андре Рок     |        | пенсионер  |
| 2008   |        | Мишель Леблон |        |            |

## Экономика
В 2007 году среди 105 человек в трудоспособном возрасте (15—64 лет) 73 были экономически активными, 32 — неактивными (показатель активности — 69,5 %, в 1999 году было 57,1 %). Из 73 активных работали 64 человека (39 мужчин и 25 женщин), безработных было 9 (4 мужчины и 5 женщин). Среди 32 неактивных 9 человек были учениками или студентами, 6 — пенсионерами, 17 были неактивными по другим причинам.

## Достопримечательности
- Замок Фальгу (XVIII век). Памятник истории с 1994 года[3]
- Церковь Сен-Пьер (1848—1852)
- Менгир

## Фотогалерея

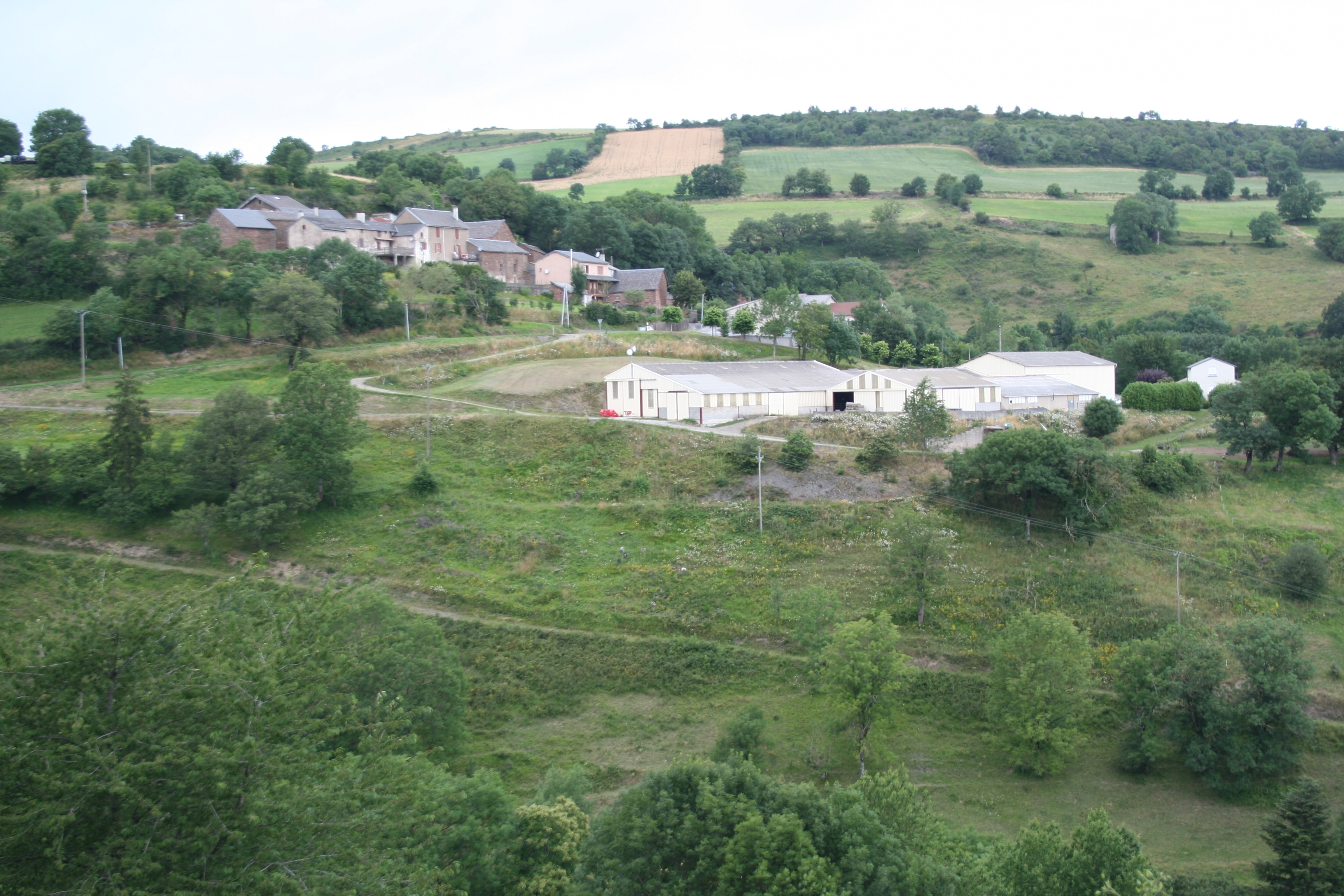
Мун-Проанку
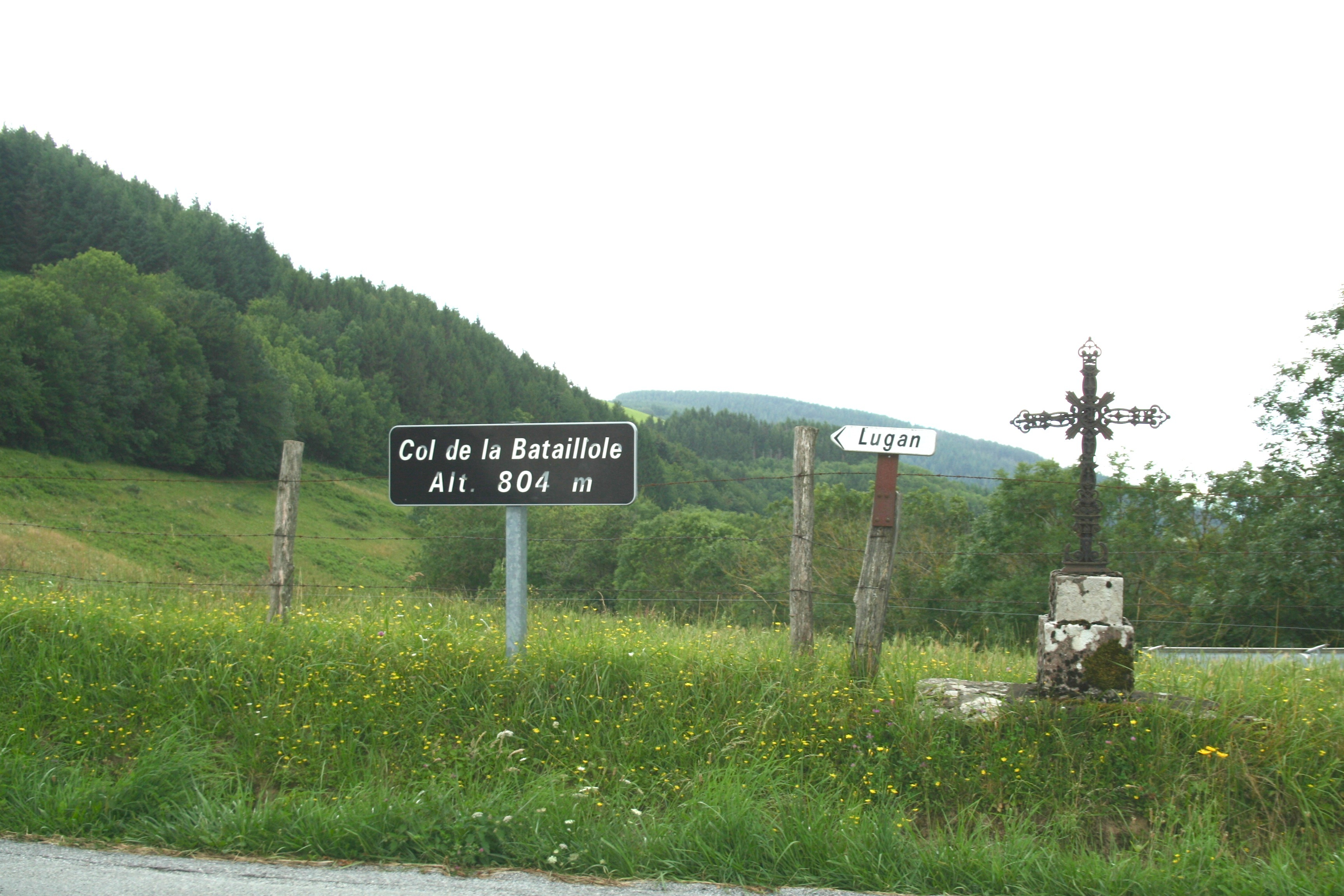
Перевал Батайоль
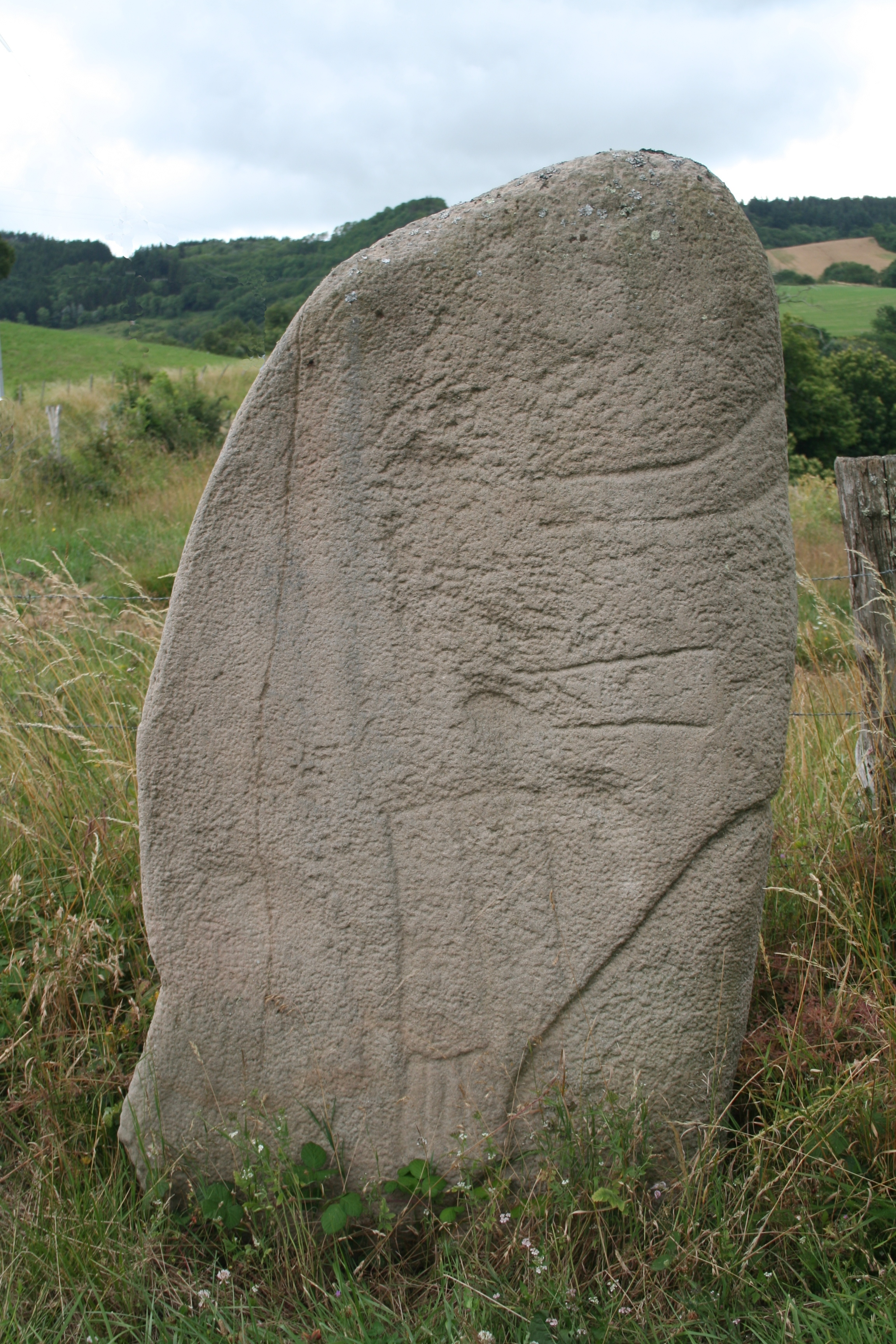
Менгир
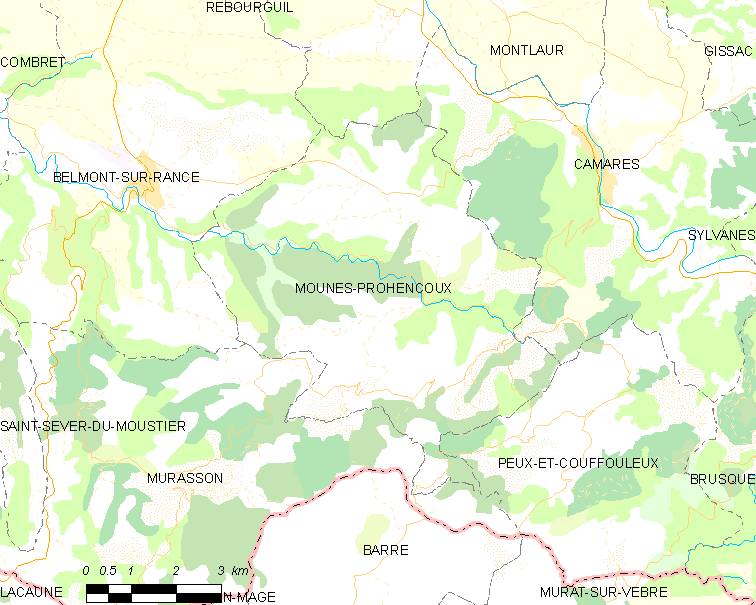
Карта коммуны